# Kanton Bozouls
Der Kanton Bozouls war bis 2015 ein französischer Wahlkreis im Département Aveyron und in der Region Midi-Pyrénées. Er umfasste fünf Gemeinden im Arrondissement Rodez; sein Hauptort (frz.: chef-lieu) war Bozouls. Die landesweiten Änderungen in der Zusammensetzung der Kantone brachten im März 2015 seine Auflösung. Vertreter im conseil général des Départements war zuletzt von 1998 bis 2015 Jean-Michel Lalle.

## Gemeinden
| Gemeinde    | Einwohner Jahr | Fläche km² | Bevölkerungsdichte | Code INSEE | Postleitzahl |
| ----------- | -------------- | ---------- | ------------------ | ---------- | ------------ |
| Bozouls     | 2.757 (2013)   | –          | – Einw./km²        | 12033      | 12340        |
| Gabriac     | 501 (2013)     | –          | – Einw./km²        | 12106      | 12340        |
| La Loubière | 1.476 (2013)   | –          | – Einw./km²        | 12131      | 12740        |
| Montrozier  | 1.518 (2013)   | –          | – Einw./km²        | 12157      | 12630        |
| Rodelle     | 1.052 (2013)   | –          | – Einw./km²        | 12201      | 12340        |